# Checkmate 4
Pour les articles homonymes, voir Checkmate.
Carpaccio
Checkmate 4 (né Carpaccio le 10 mars 1995) est un cheval hongre bai-brun du stud-book Hanovrien, monté en saut d'obstacles par Meredith Michaels-Beerbaum, avec qui il a été champion du monde par équipes en 2010. Il est mis à la retraite en 2015, à l'âge de 20 ans.

## Histoire
Checkmate 4 naît le 10 mars 1995 à l'élevage de Renate Gerlach en Allemagne,. Son nom d'origine est « Carpaccio ». Meredith Michaels-Beerbaum entend parler de ce cheval par l'une de ses amies, Soeren von Roenne, et l'essaie au printemps 2001, alors qu'il a 6 ans. Elle l'acquiert et le rebaptise « Checkmate », mais il est surnommé « Joey » à l'écurie. Le hongre fait toute sa carrière sportive avec Meredith Michaels-Beerbaum.
Le couple participe à la médaille de bronze décrochée par l'Allemagne aux Championnats d'Europe de 2009, puis à la médaille d'or allemande par équipes des Jeux équestres mondiaux de 2010.
Sa dernière compétition enregistrée est le prix Crédit suisse à Genève le 13 décembre 2014, sur 1,50 m, où il se classe 15e. Sa mise à la retraite est annoncée en octobre 2015, alors que le hongre est âgé de 20 ans. Il est mis au pré en compagnie d'une autre ancienne monture de Meredith Michaels-Beerbaum, Shutterfly.

## Description
Checkmate 4 est un hongre de robe bai-brun, inscrit au stud-book du Hanovrien. Il toise 1,61 m, et est surnommé « Joey ».

## Palmarès

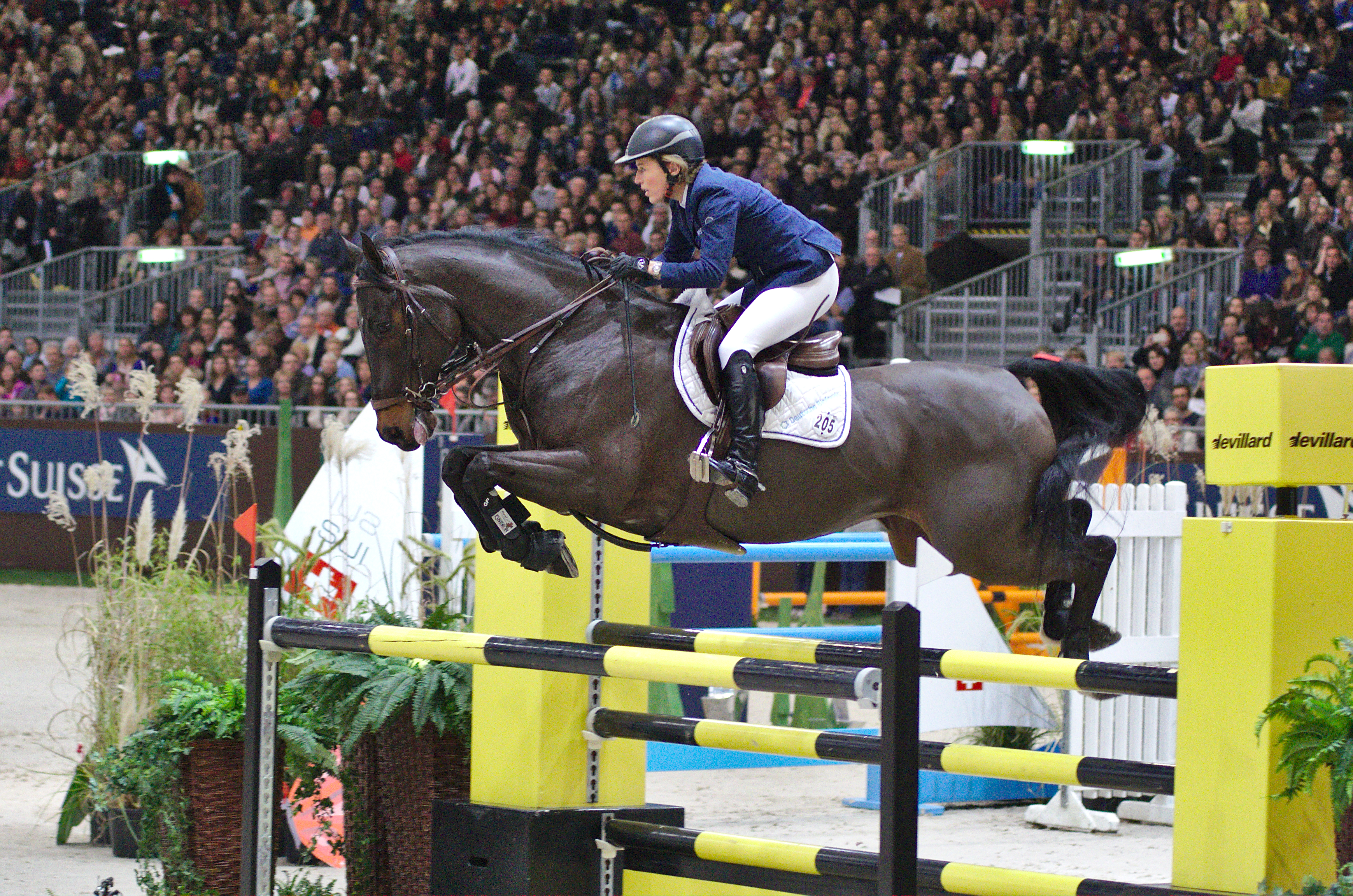
Checkmate 4 monté par Meredith Michaels-Beerbaum pendant le Prix Crédit suisse au 54e CHI de Genève, en décembre 2014.

Il est 126e du classement mondial des chevaux d'obstacle établi par la WBFSH en octobre 2012.

### 2006
- 5e de la finale de la Coupe du monde de saut d'obstacles 2005-2006 à Kuala Lumpur, en individuel[1].

### 2010
- 30e individuel aux Jeux équestres mondiaux de 2010 à Lexington[1].

### 2011
- 28e de la finale de la Coupe du monde de saut d'obstacles 2010-2011 à Leipzig, en individuel[1].

## Origines
Checkmate 4 est un fils de l'étalon Contender et de la jument Petit Cardinale, par Pik Bube II,.